# Jindřich Merganc
Jindřich Merganc, křtěný Jindřich Václav (7. července 1889 Žamberk – 28. února 1974 Bratislava) byl český architekt, žijící a tvořící na Slovensku. Byl představitelem nových tendencí v moderní slovenské architektuře.

## Život
V letech 1906 až 1914 studoval s přestávkami architekturu u slavných architektů Jana Kotěry (UMPRUM) a Jože Plečnika (UMPRUM). Tomu předcházelo studium figurální kresby a olejomalby na kterém ho finančně podporoval baron Parish. Studium mu přerušila vojenská služba v Mostaru (Slovinsko), později pak první světová válka, po které přišel na Slovensko. Po roce 1914 se sblížil s profesorem Jožo Plečnikem, zejména na základě jazykových znalostí slovinštiny, kterou mladý Merganc ovládal.

## Tvorba
V roce 1920 začal pracovat na referátu Ministerstva veřejných prací, kde se věnoval problematice městské regulace. V roce 1922 založil společně se stavitelem Otmarem Klimešem vlastní architektonický ateliér v Bratislavě. Až do roku 1936 projektoval hlavně rodinné domy, převážně pro Čechy žijící v Bratislavě.
Dobrým příkladem jeho novátorských myšlenek je jeho vlastní rodinný dům na Čelakovského ulici, v blízkosti bratislavského hradu. Postavil ho spolu s O. Klimešem v duchu rondokubizmu, „československého národního slohu“. Kromě svého domu realizoval ještě několik dalších. Příkladnou je puristická vila na Gorazdově ulici. Nenápadný ale důstojně působící dům na svažitém pozemku nedaleko Horského parku je z roku 1935. Vyvážený kubický objekt, skládající se z hlavní trojpodlažní hmoty a k ní připojenému o poschodí menšímu kubusu vystupujícímu směrem do ulice. Vyvážená kompozice je podpořena plochou střechou.
Z tvorby rodinných domů nelze nevzpomenout ještě vilu Dr. Dvořáka na Mudroňově ulici v Bratislavě. Stavba je zářivým příkladem vlivu Le Corbusiera na československé architekty.
Architekt Merganc se kromě profesora Plečnika sblížil i s kolegou Dušanom Jurkovičem a spolu s ním se podílel na mnohých projektech. Za zmínku stojí sanatorium MUDr. Kocha z roku 1930. Koncept budovy velmi dobře koresponduje s okolím a je citlivě zasazen do svažitého terénu. Vychází z čistých forem, typických pro Mergancovu tvorbu, realizovanou z přírodních ušlechtilých materiálů. Nejvýraznější je fasáda z neomítnutého režného zdiva. V interiéru je použit mramor jako obkladový materiál komunikačního jádra, které navazuje na čistou dispozici sanatoria.
V roce 1940 byl dokončen jeho projekt Penzijní ústav, dnes Předsednictví SAV. Ze svého posledního pracoviště – Spojprojektu, odchází v červenci 1958 do důchodu.

## Významné ocenění
V roce 1970 se stal čestným členem Svazu slovenských architektů. Tímto gestem mu slovenští architekti projevili uznání jako dobrému architektovi a ušlechtilému člověku.

## Fotogalerie

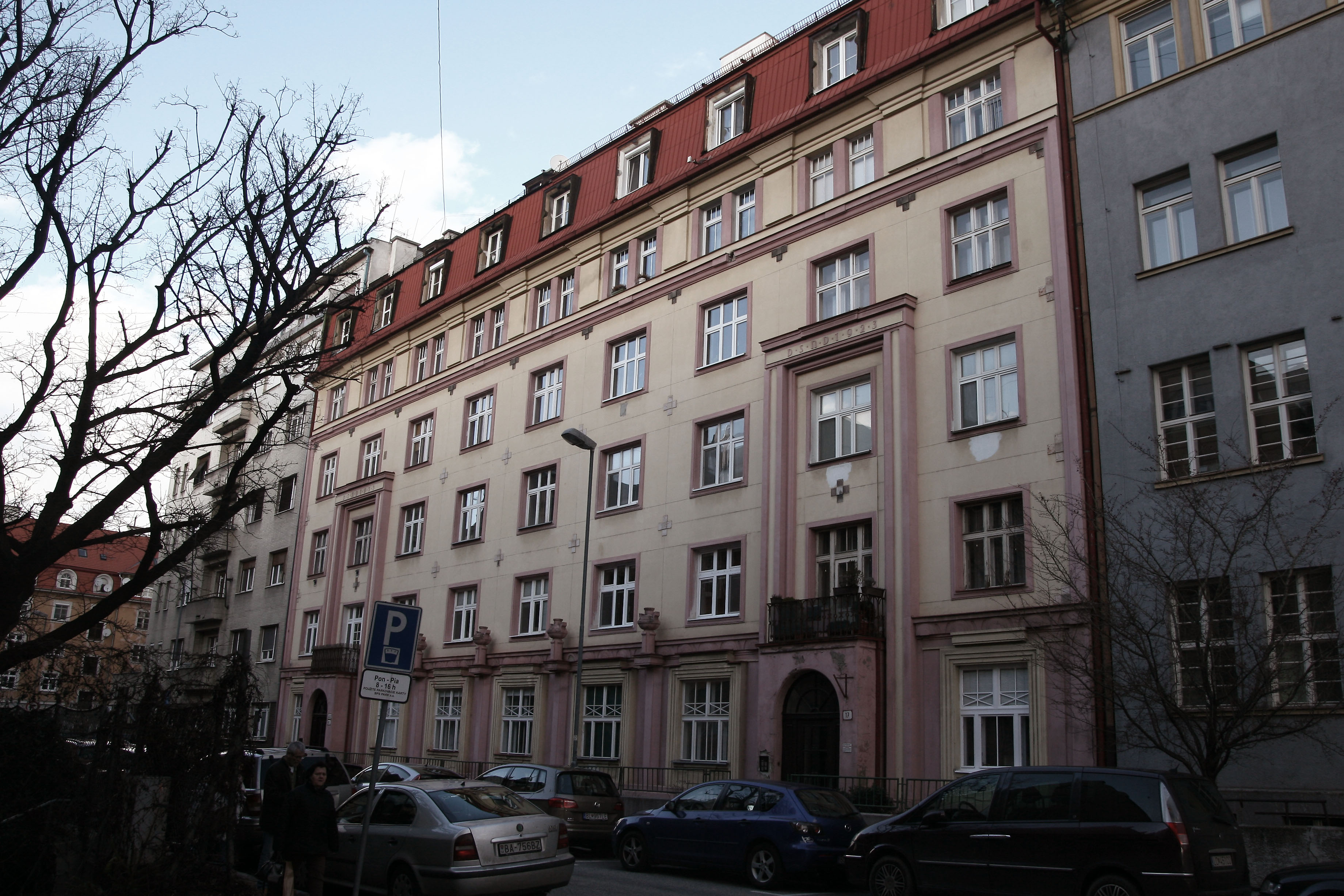
Družstevní bytový dům SND, 1923, Klemensova, Bratislava
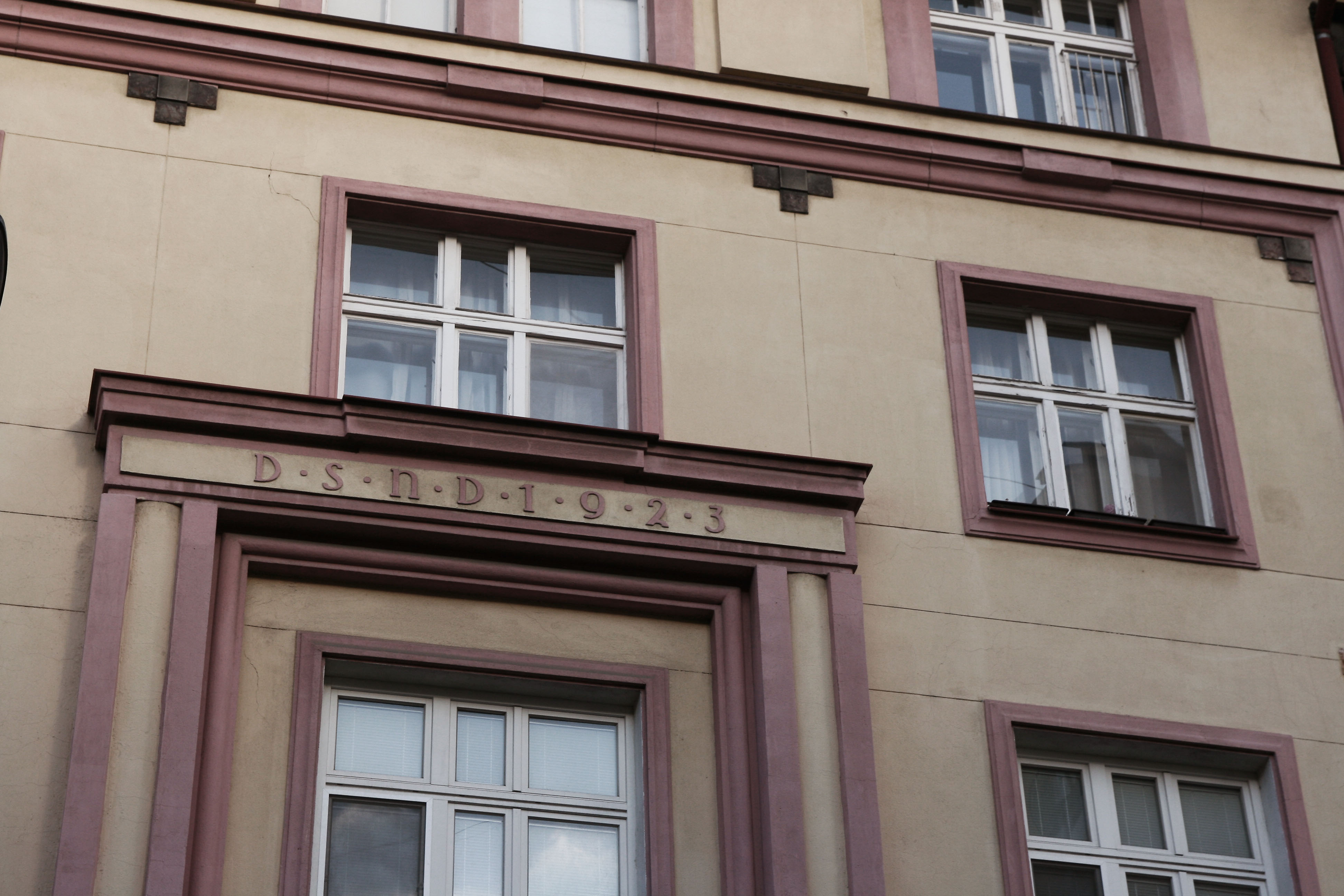
Detail, bytový dům SND
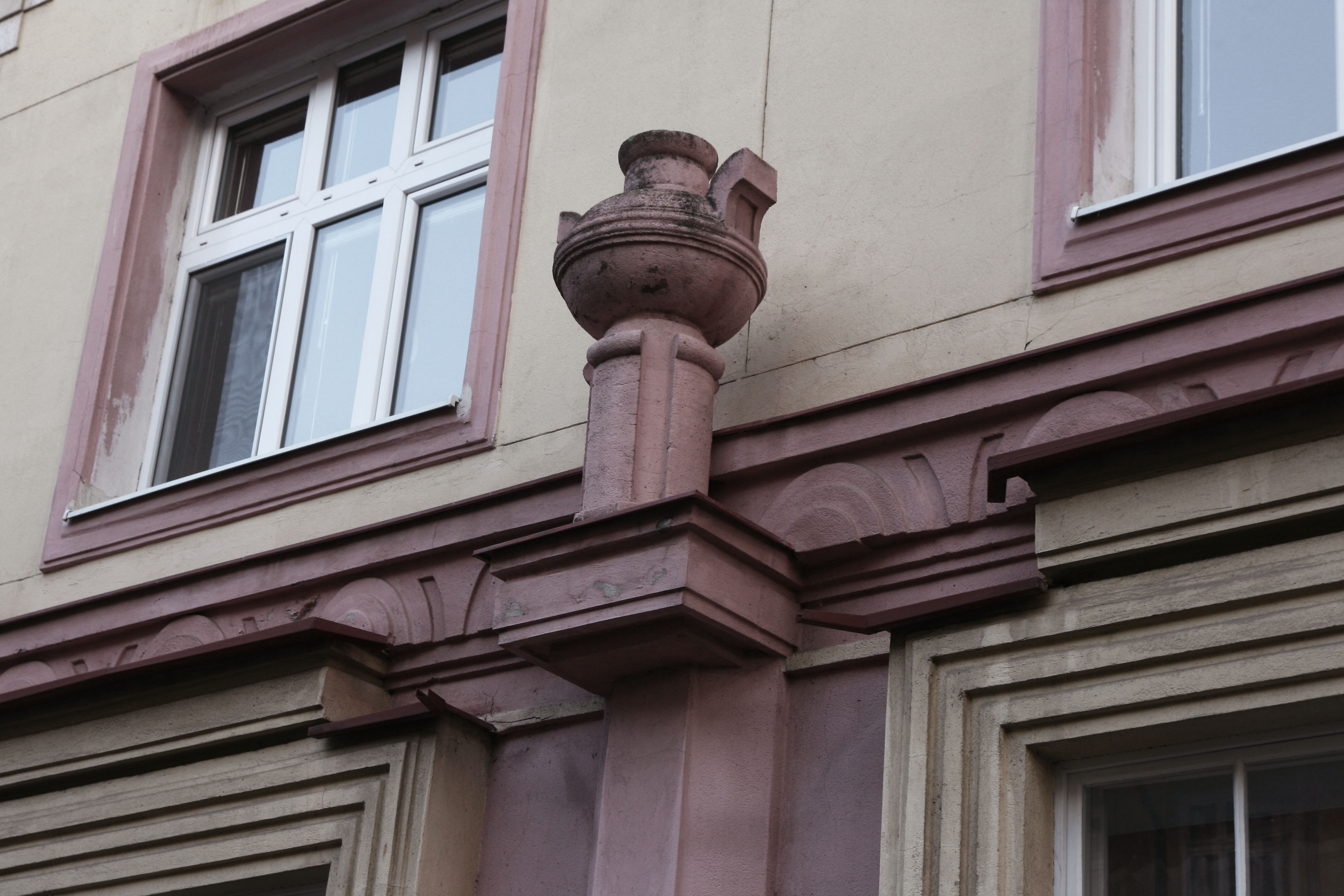
Detail, bytový dům SND
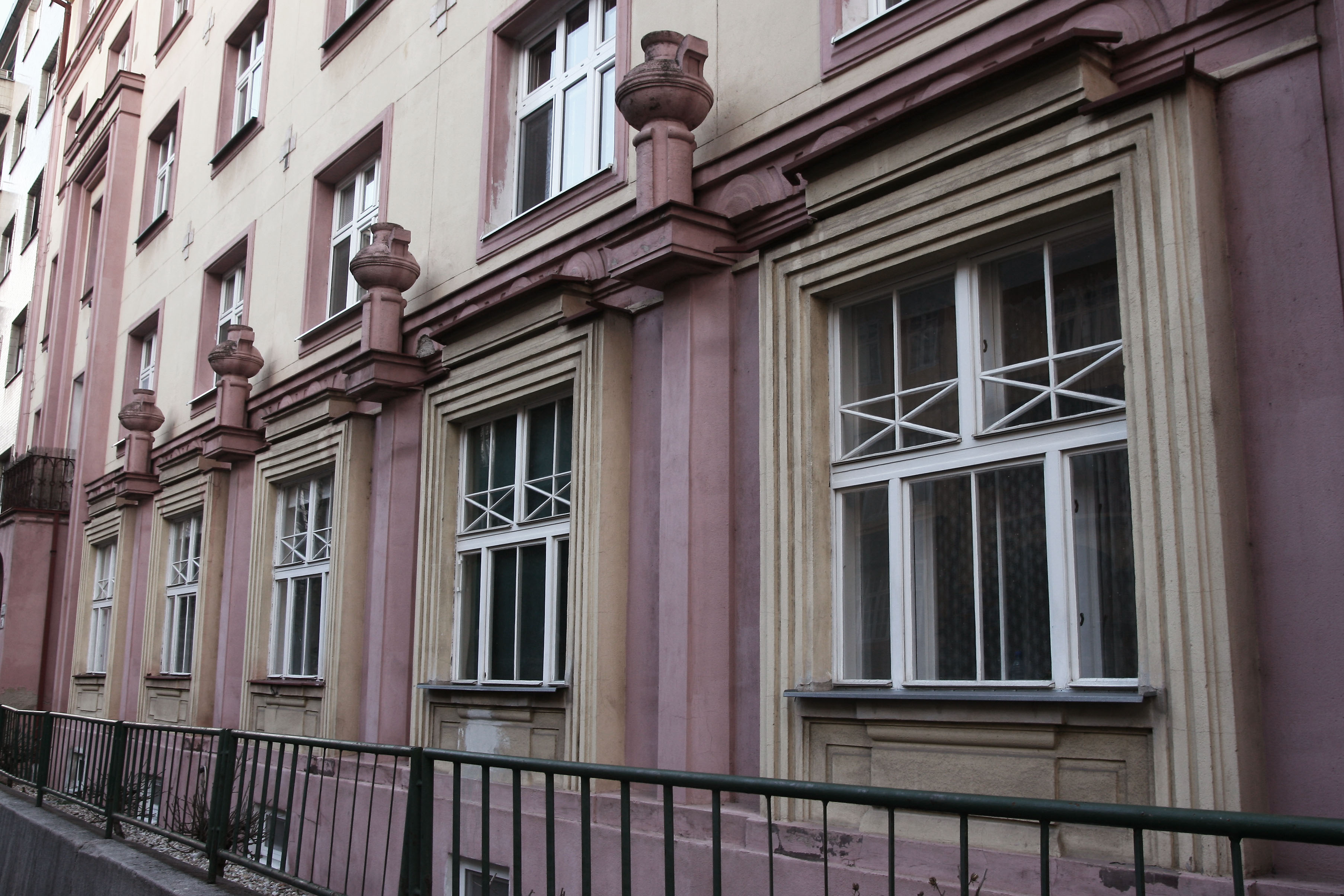
Detail, bytový dům SND

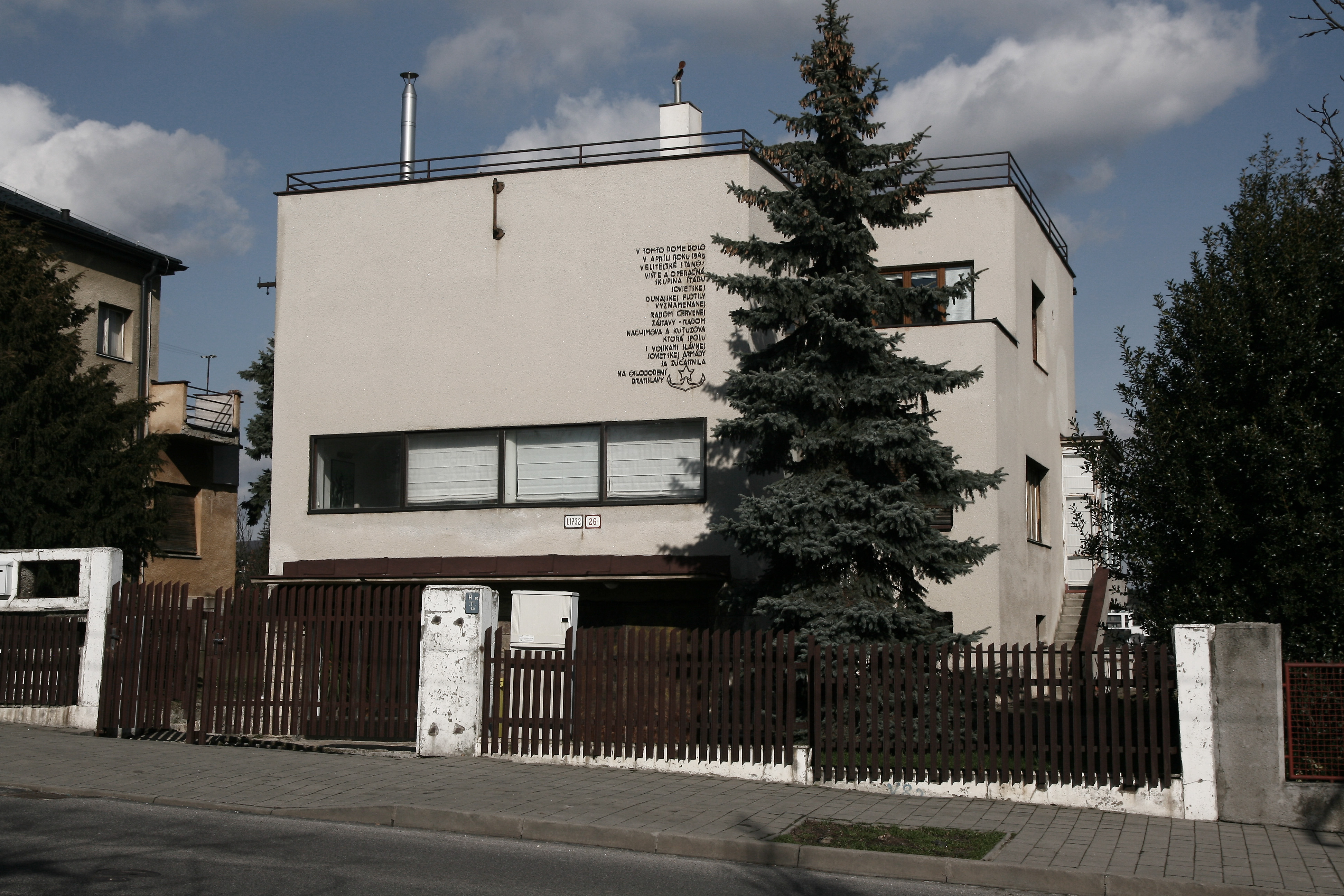
Vila doktora Dvořáka
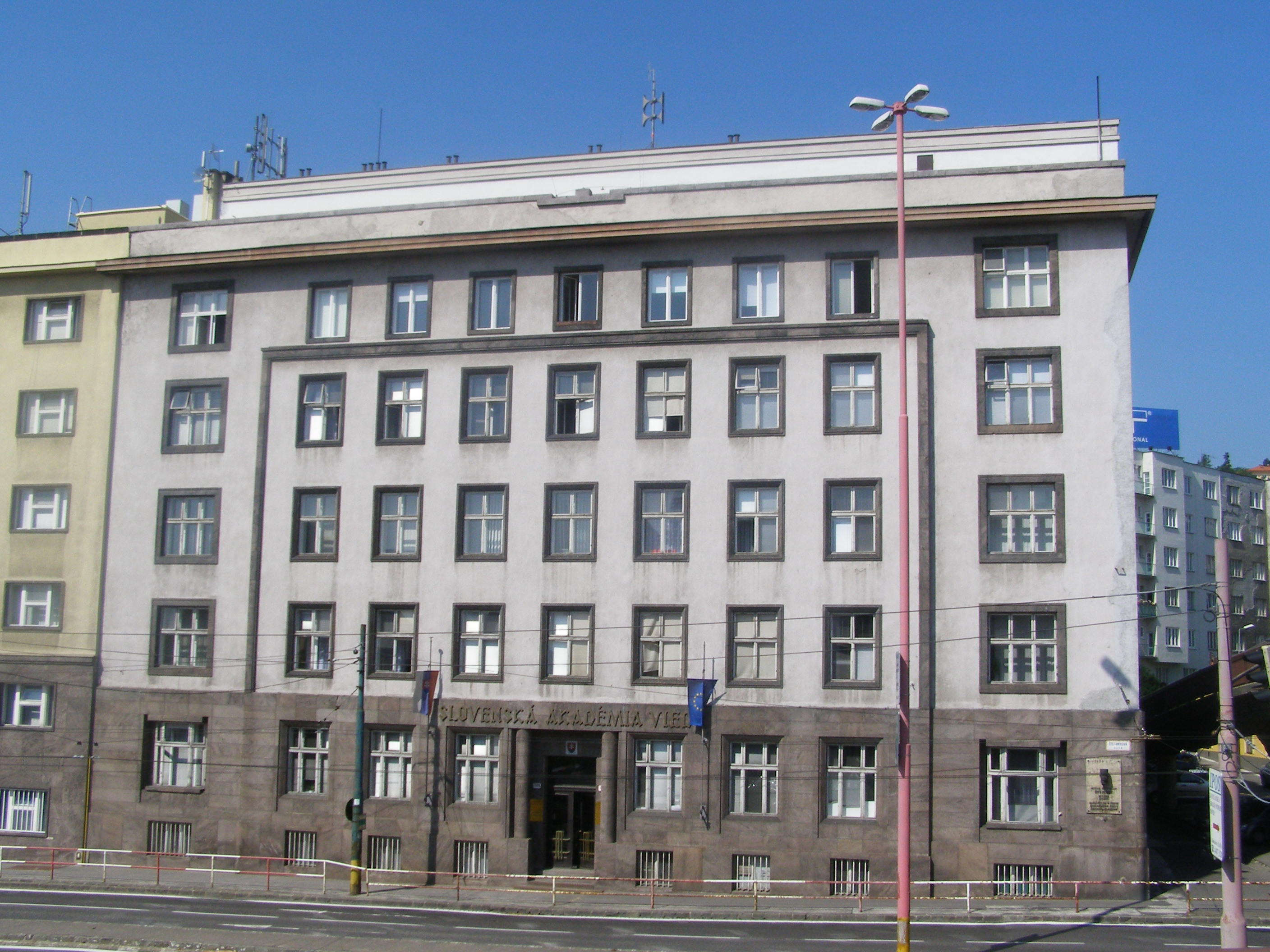
Budova SAV, původně Penzijní ústav
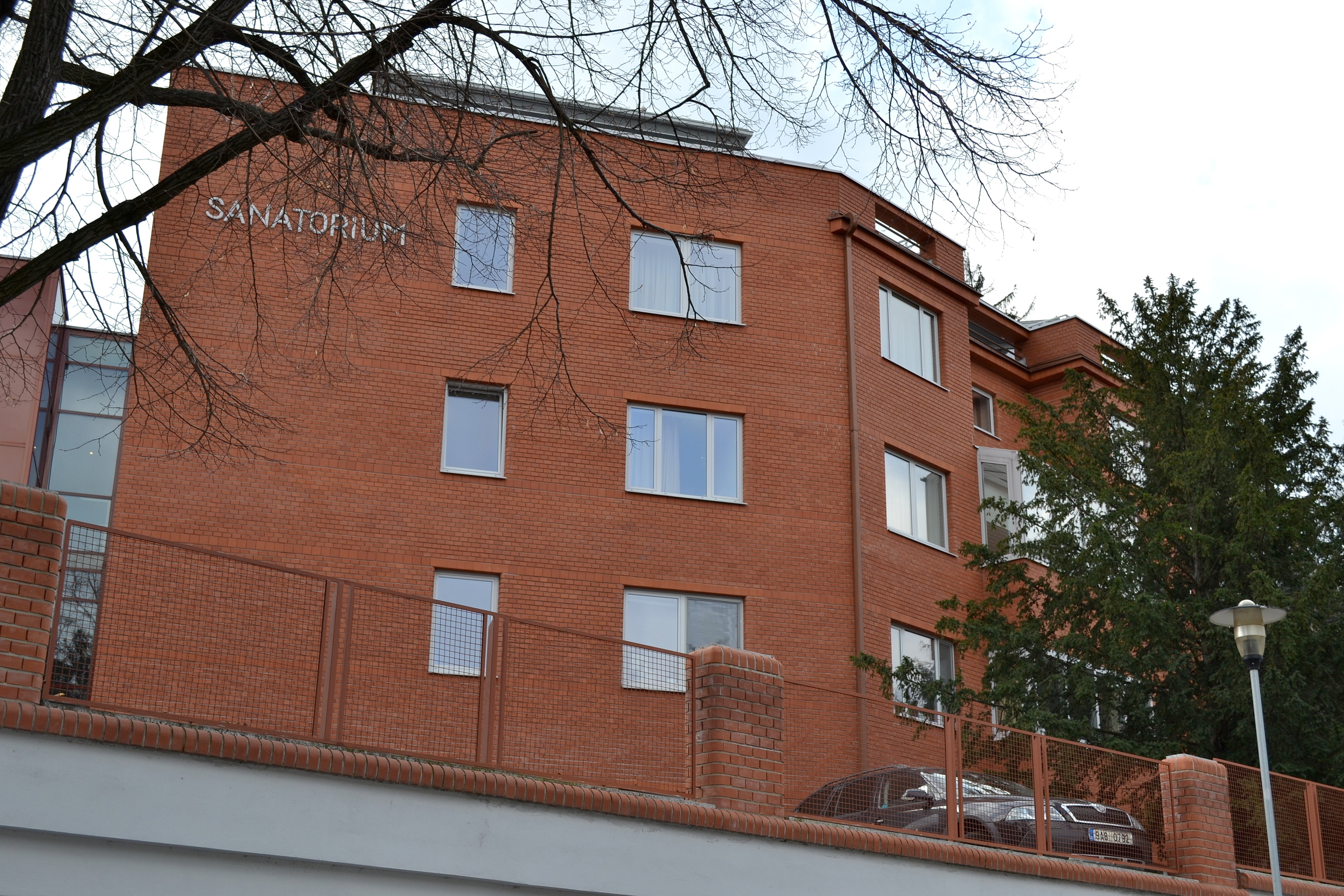
Kochovo sanatorium